# Saint-Aignan, Ardennes
Saint-Aignan är en kommun i departementet Ardennes i regionen Grand Est (tidigare regionen Champagne-Ardenne) i nordöstra Frankrike. Kommunen ligger  i kantonen Sedan-Ouest som ligger i arrondissementet Sedan. År 2022 hade Saint-Aignan 151 invånare.

## Befolkningsutveckling
Antalet invånare i kommunen Saint-Aignan
Referens: INSEE